# Ръшдън
Ръшдън (на английски: Rushden) е град в община Източен Нортхамптъншър, област Нортхамптъншър - Ийст Мидландс, Англия. Населението на града към 2001 година е 25 331 жители.

## География
Ръшдън е разположен в най-южната част на общината в непосредствена близост до границата с графство Бедфордшър. Главният град на областта - Нортхямптън се намира на около 20 километра югозападно, а столицата Лондон отстои на 90 километра в южна посока.
Градът се е слял напълно с намиращото се на север градче – Хайъм Ферърс, образувайки непрекъсната урбанизирана територия с общо население от 31 417 жители към 2001 година.

## Демография
Изменение на населението за период от две десетилетия 1981-2001 година:
| година    | 1981   | 1991   | 2001   |
| --------- | ------ | ------ | ------ |
| население | 22 394 | 23 854 | 25 331 |